# Aieta
Aieta és un municipi italià, dins de la província de Cosenza, que limita amb els municipis de Laino Borgo, Laino Castello, Papasidero, Praia a Mare i Tortora.

## Evolució demogràfica
| Població censada al municipi d'Aieta | Població censada al municipi d'Aieta          | Població censada al municipi d'Aieta |
| ------------------------------------ | --------------------------------------------- | ------------------------------------ |
|                                      |                                               |                                      |
| Notes:                               | Elaboració gràfica per part de la Viquipèdia  |                                      |
|                                      | Font: ISTAT (Institut Nacional d'Estadística) |                                      |